# ناتيلا دزالاميدزه
ناتيلا دزالاميدزه (مواليد 27 فبراير 1993) هي لاعبة تنس روسية المولد، تمثل جورجيا في المحافل الدولية، أعلى تصنيف لها في الفرد كان ال43 في مايو 2022.